# Jáki templom
A jáki templom az egykori jáki bencés apátság monumentális bazilikája a magyarországi román stílusú építészet kiemelkedő, szinte szimbolikus alkotása, amely gótikus elemeket is hordoz. A hazai középkori nemzetségi monostorok kiemelkedő képviselője, amely a homlokzatait borító szobrászati elemek művészi gazdagságával és a táj képébe illeszkedő mesteri elhelyezésével hívja fel magára a figyelmet.
Alapítója Jáki Nagy (Magnus; értsd idősebbik, öregebbik) Márton ispán, a Ják nemzetség 13. századi feje, aki a század első évtizedeiben kezdett neki a nagyszabású építésnek. Az épület felszentelésére okleveles adatok alapján 1256-ban került sor. A főoltár ekkor már elkészült oltárképén a sárkányt legyőző Szent György ábrázolása látható. 
Az épületet története során több alkalommal érte elemi kár, és az 1532. évi török hadjárat során részben biztosan elpusztult a vele egy időben épült bencés kolostor. A 17. században a déli mellékhajó egy részét tűzvész miatt helyre kellett állítani, és a következő évszázadban a toronysisakokat is hasonló okból építették át. 
A templom történetének legnagyobb szabású helyreállítása 1896 és 1904 közt zajlott, Schulek Frigyes tervei alapján. 2017 és 2024 között a Szombathelyi Egyházmegye lebonyolításában helyreállították a Szent György- és Szent Jakab-templomot, a templomkertet és a kertet övező barokk kerítést is.
A monostortemplom leghíresebb, ikonikus része a befelé mélyülő, többszörösen tagolt nyugati kapu, melyet normann motívumok díszítenek. Fölötte a timpanonban Jézus látható angyalokkal, mellette a tizenkét apostol. A szoborgériát észak felől a Trónoló Madonna, délről az oroszlánnal küzdő Sámson zárja le.
A templom főhomlokzatával szemben áll a Szent Jakab-kápolna, amely Ják falu középkori plébániatemploma volt. Építésére azért volt szükség, mert a Szent György-templom a középkorban csak a mellé épített bencés kolostorban élő szerzetesek és a Ják nemzetség számára szolgált.

## Fekvése
A templom Szombathelytől mintegy 10 kilométerre délre, a Sorok-patak völgyében és magaspartján fekvő Ják község központjában helyezkedik el, a települést átszelő 8707-es út közvetlen közelében. (térkép Archiválva 2007. október 1-i dátummal a Wayback Machine-ben) A művészi alkotás a patak völgye fölé emelkedő magaspartra épült, ezért mind az északról, mind a keletről érkező utas már messziről megpillanthatja. Zömök tornyai imponálóan emelkednek a község fölé.

## Alapítása

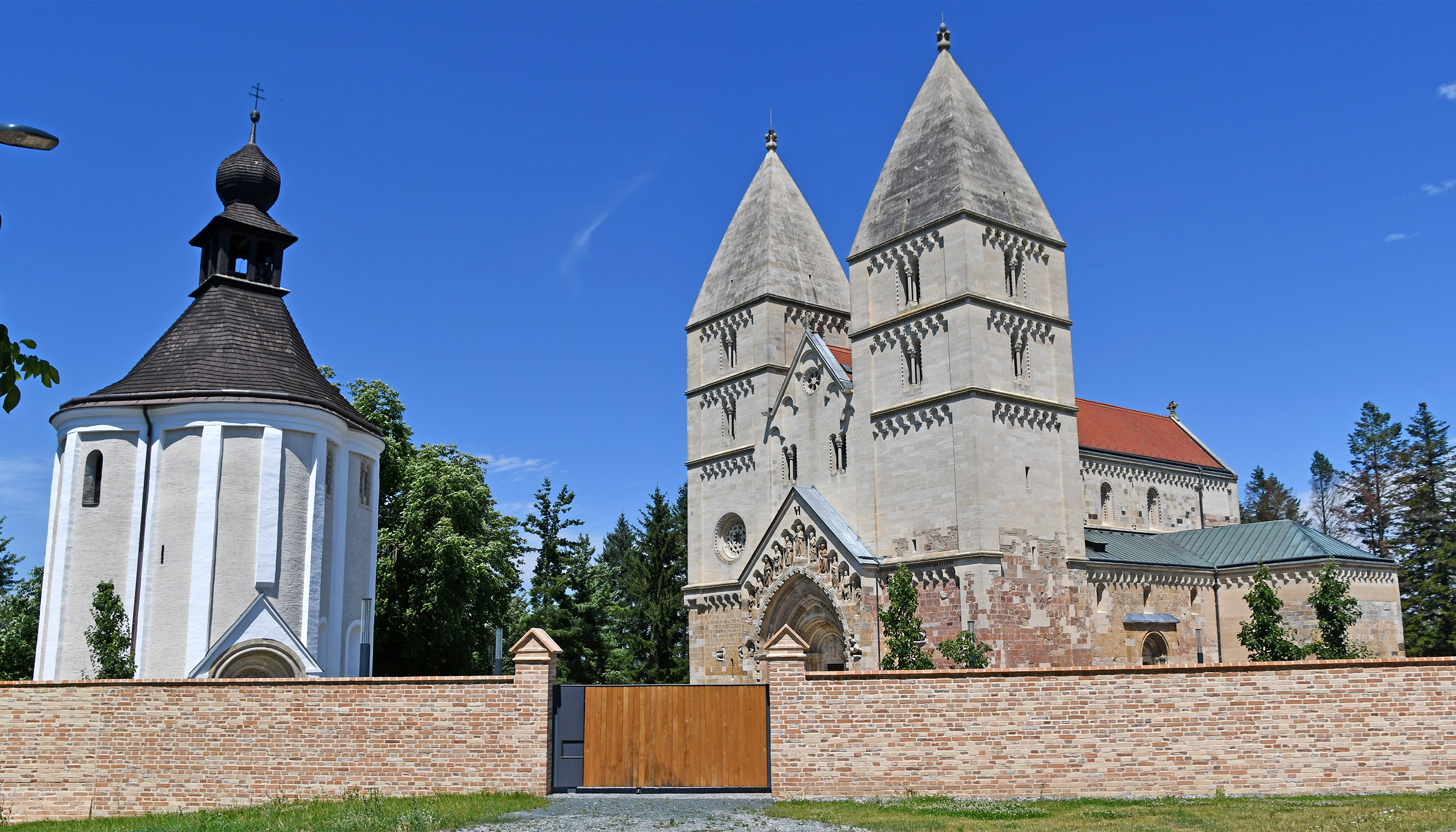
Balra a Szent Jakab-kápolna, jobbra az apátsági templom

Jáknak a dombvidék központi részén a környező települések között elfoglalt helye azt bizonyítja, hogy itt már jóval az apátság alapítása előtt a Ják nemzetség szálláshelye és birtokközpontja állt, mely a környék életében kiemelkedő szerepet játszott.
A Ják nemzetség eredetéről kevés adat áll rendelkezésre. A legújabb kutatások szerint a Csákokkal állhattak rokonságban, illetve abból a nemzetségből szakadhattak ki. Ezt látszik igazolni, hogy a nemzetséget a történelem során több változatban (Ghak, Tyak, Chak stb.) is említik. A Csák nemzetségről azt feltételezik, hogy az Árpád utáni legmagasabb rangú vezértől, Szabolcstól származik. A templom alapítója Jáki Nagy Márton, aki okleveles adatok alapján 1244 és 1250 között hunyt el. Családjának gazdagságáról tanúskodik, hogy birtokainak központjában monumentális templomot kezdett el építtetni, hogy majd nevének és nemzetségének méltó emlékeként évszázadokig álljon és uralkodjon a táj felett.
A templom történetének fontos forrása az az 1332-ben kelt királyi oklevél, melyben Károly Róbert király a vasvári káptalantól kéri, hogy állapítsa meg, kit illet a jáki monostor patrónusi joga. Ebben az alapítót már a „Nagy illetve idősebb” jelzővel (Comes Marthinus Magnus) illeti és külön is megemlíti, hogy ő a Szent György-monostor (monasterium Sancti Georgii Jaak) építtetője. Az oklevélre a 17. században ismeretlen kéz érdekes számítást írt (1651-1214 = 437), melyben az akkor még fellelhető adatok alapján kiszámította, hogy hány éves a monostor. A monostor apátja már 1223-tól szerepel az oklevelekben.

## Építési korszakai
A templom alaprajzát szemlélve feltűnik, hogy a belső pillérkötegek és a mellékhajó külső oldalán álló oszlopkötegek nincsenek egy vonalban. Az is látható, hogy kívül öt, míg belül csak négy pillérköteg áll. Nincsenek összhangban az apszisok és a hajók találkozási pontjai sem. Mindezek az eltérések és szabálytalanságok az építés folyamatának többszöri megszakadásáról és az eredeti terv többszöri változtatásáról tanúskodnak.

### Első szakasz
A templom építésének kezdetén háromhajós bazilikát akartak három, félköríves apszissal, melyet öt pillérköteg tagolt volna, mely famennyezetet tart. Eszerint épült fel a templom északi fala és a mellékapszis is. A kutatás során a mai főkapu előtt egy tervezett kapuépítmény alapjait is megtalálták. A munkálatokat azonban félbeszakították és a tervet megváltoztatták.

### Második szakasz
A változtatásra valószínűleg a kolostor létszámának növekedése miatt volt szükség, amely miatt gondoskodni kellett a megemelkedett létszámú papságnak a szentélyben való elhelyezéséről. Ezért a korábbi tervet a szentély elé beiktatott négyszög alakú résszel bővítették és a belső pillérkötegek számát csökkentették. Ezzel megváltoztatták a templom belső arányait. Lehet, hogy az építés megszakításához az építést vezető mester halála is hozzájárult, és a munka már az új építőmester elképzelései szerint folytatódott.
Az építés második szakaszában készültek el a templomot díszítő faragványok. Ezt már fejlettebb technikával rendelkező mesterek végezték, akik a legfelsőbb szinten rendelkeztek a kor kőfaragási és szobrászati ismereteivel, ismerték a francia és német földön alkalmazott boltozási eljárásokat, a normann díszítés geometriai elemeit. Valószínűleg maguk is részt vettek számos nyugat-európai templom építésében. Ekkor készült el a templom körítő fala, a díszes főkapuzat és a két torony, a kegyúri karzat valamint a hajók boltozata és a boltozatot hordozó tartórendszer. Ekkor készítették az előcsarnok és a szentély boltozatát is. A munka azonban másodszor is megszakadt, melyben valószínűleg az építtető halála játszott szerepet, de a tatárjárás pusztítása sem kizárt. A tatárok azonban, ha el is érték Jákot, nagy dúlást nem vittek végbe, hiszen az építés később folytatódott.

### Harmadik szakasz
Az építés harmadik szakasza, a befejezés a tatárjárás után csak késve indult meg. Ennek oka az lehet, hogy a korábbi építők elmenekültek vagy eltávoztak, és a további építést már másokkal, valószínűleg egy dunántúli kőfaragókból toborzott csapattal folytatták. Ezek az emberek már nem ismerték a korábban alkalmazott korszerű és magas színvonalú boltozási technikát, így saját gyakorlatuknak megfelelően fedték be az északi mellékhajót. A két hajóra már csak famennyezet jutott. Végül 1256-ban szentelhették fel az elkészült templomot.

## Története

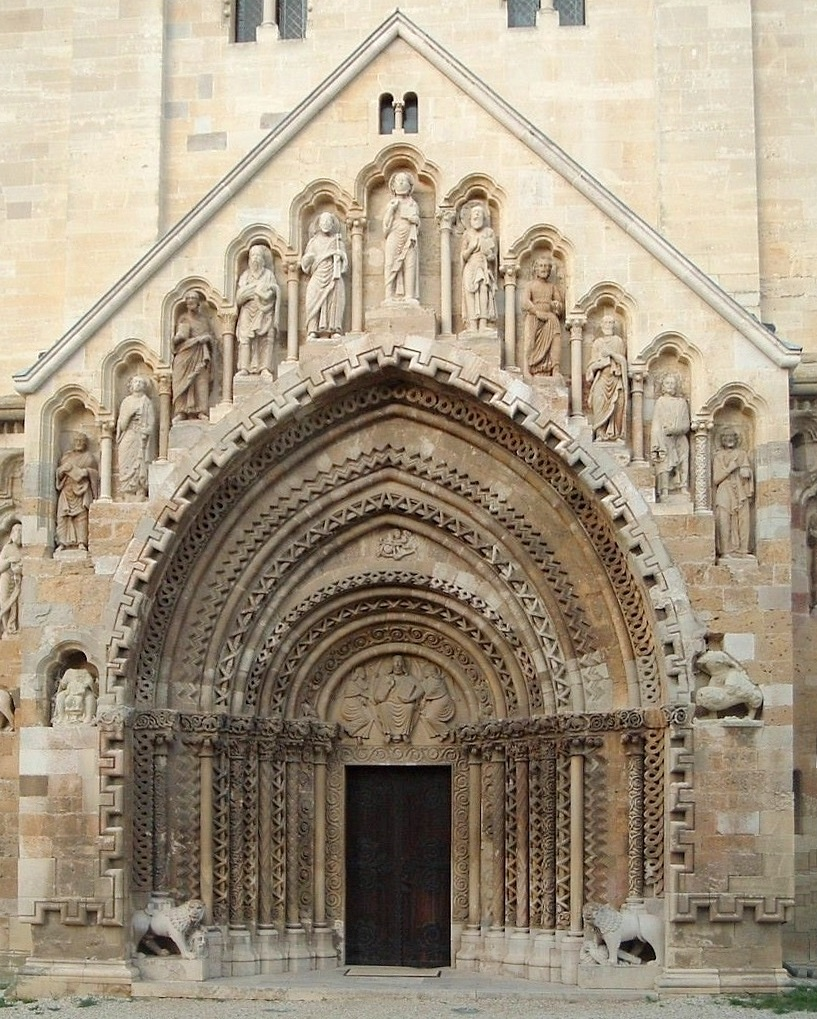
A díszes nyugati kapu

A templommal egy időben a 13. században épült fel a tőle délre elhelyezkedő bencés kolostor. A Ják nemzetség főágának 14. század elején történt kihalása után a tempom kegyurasága sokáig per tárgya volt. Végül 1455-ben Elderbach Bertold kapta, majd fia végrendeletileg Bakócz Tamásra hagyta, ezáltal a legutóbbi időkig Bakócz örököseié, az Erdődy családé volt.
A kolostor életében sorsdöntő volt az 1532-es esztendő. Ekkor a Kőszeget ostromló török a kolostort is megtámadta, és a templommal együtt súlyosan megrongálta. A legenda szerint ekkor fejezték le a templom elérhető magasságban lévő szobrait is. A török elvonulása után a szerzetesek még valószínűleg visszatértek, de 1562 után már bizonyosan megszűnt minden kolostori élet.

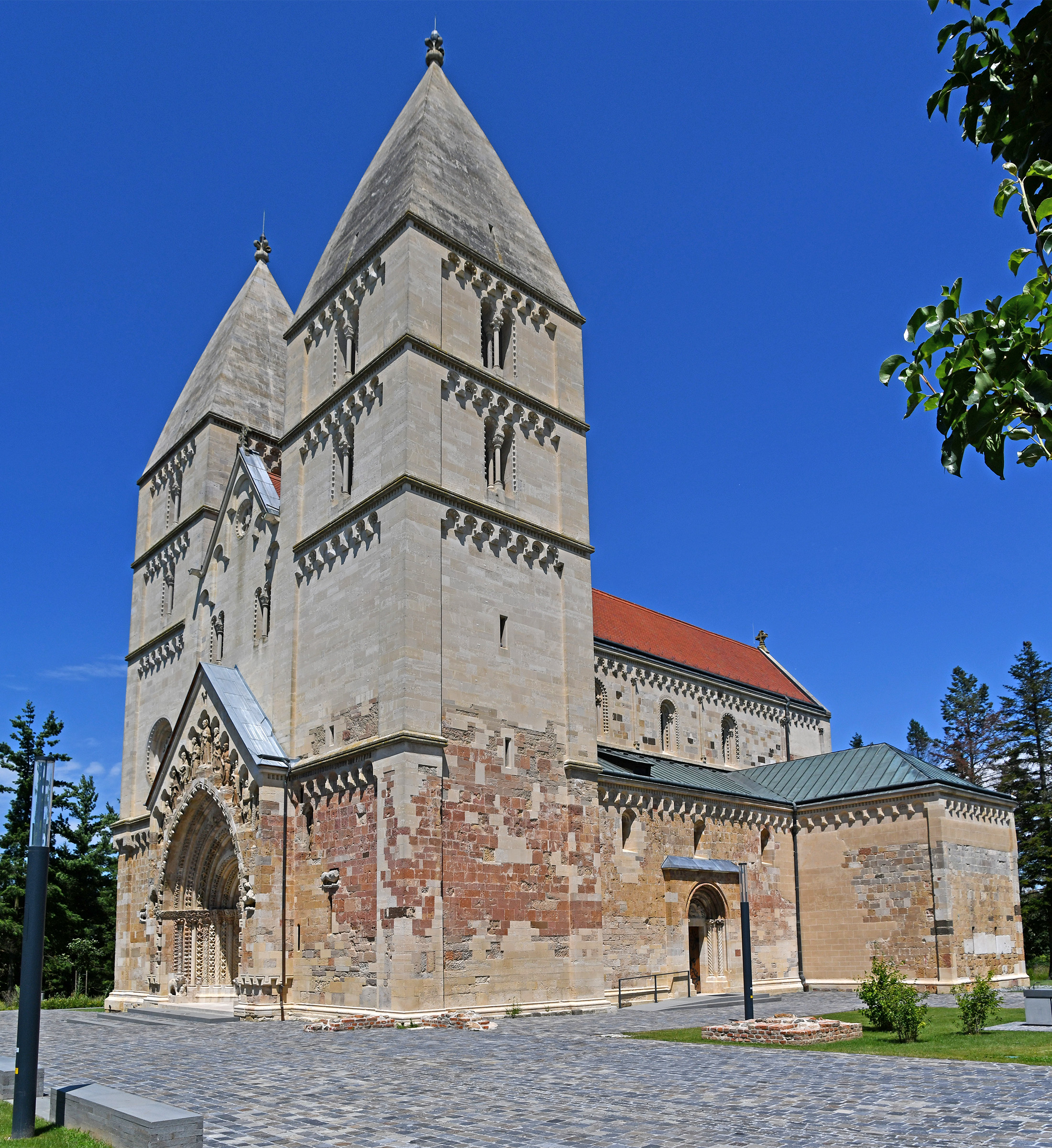
A templom déli irányból

Az elhagyott épületet 1576-ban Szombathely polgárai felgyújtották. A templomot ért károkat  helyreállították, majd 1660 és 1666 között Folnay Ferenc apát nagyobb építkezéseket hajtott végre rajta. Erre egy korábbi villámcsapás okozta károk miatt volt szükség. Ekkor bontották le a kolostor egy részét, az apát újjáépíttette a déli falat, és a megrongálódott déli pillérsort négyzetes, durva falpillérekkel pótolta. A leégett famennyezet helyett a két hajóban fiókos dongaboltozatot emeltetett, valamint emeletet húzatott a déli mellékhajó és a sekrestye fölé. Az északi falba barokk ablakokat vágatott. A tornyok 1733 és 1735 között hagymasisakokat kaptak, melyeket 1785-ben egy vihar súlyosan megrongált, ekkor gúla alakú téglasisakokat emeltek rájuk.
A templom utolsó nagyobb átépítésére 1896 és 1904 között Schulek Frigyes tervei alapján került sor. Ennek során a templom eredeti formájának visszaállítására törekedtek, és a kor műemléki elveinek megfelelően jelentős átépítéseket végeztek, nem mindig törekedve az eredeti részek megóvására. A díszkapu rossz állapotban levő faragványait kicserélték, a kapu feletti timpanonba új domborművet faragtak. A tornyok eredeti magasságát visszaállították, és a barokk sisakok helyett a zsámbéki templom eredeti kősisakjait másolták át. A sérült falszakaszokat kicserélték, a barokk ablakokat elfalazták, és lebontották a déli hajó emeletét. Az épület külső faragványait felújították, az eredeti faragványok egy részét a budapesti Szépművészeti Múzeumba, más részét Szombathelyre, a Savaria Múzeum kőtárába szállították.
2013-ban 150 millió forintos állami támogatással megújult a templom homlokzati része.
2024-ben kétmilliárdos állami támogatással teljes körű külső-belső felújításon esett át a templom és környezete.

## Külső képe

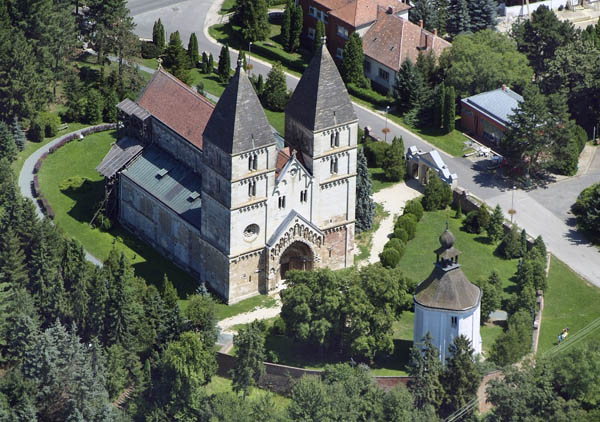
A bazilika és a Szent Jakab-kápolna a levegőből

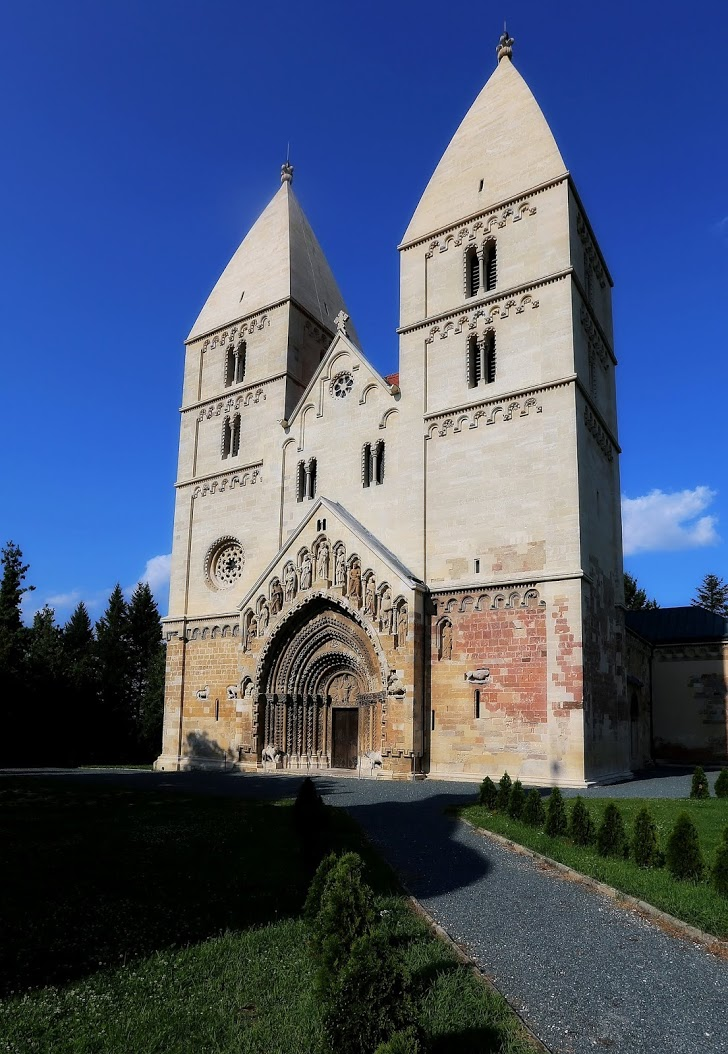

A templom csodálatos módon illik a környező tájba, mesteri elhelyezése miatt már 10–15 km-ről jól látható, mintegy uralja a vidéket. Tömbszerű, zömök sziluettje már messziről felhívja magára a figyelmet.
A templomot a déli oldalról körítőfal övezi, rajta a Folnay apát idején (1663-ban) épített díszes kapun léphetünk be a templom területére. A kaput az építtető apát címerei díszítik. A kapun belépve a templom déli oldala magasodik előttünk a polgári személyek bejáratául szolgáló déli kapuval. A kapu sokkal kisebb, mint a főkapuzat, és díszítésében is messze elmarad tőle, de figyelemre méltóak levéldíszes fonott oszloptörzsei, istenbárányos domborműve és az azt körülvevő sárkánydísz. Itt lehet belépni a templomba. Balra fordulva a templom nyugati oldalánál álló Szent Jakab-kápolnát pillantjuk meg, majd a tornyok vonalát elhagyva elébünk tárul a magyarországi román építészet legnagyobb kincse, a pazar díszítésű főkapu.
A bazilika háromhajós, két homlokzati tornyú. A tornyok közötti kapu Magyarország leggazdagabban díszített késő román kapuzata. A templom külsején, és főként a három félköríves szentélyen változatos alakos és díszítő szobrászati alkotások láthatóak. A templomot a külső, hatásos megjelenése, és belső, kiegyensúlyozott arányai, faragott, festett díszítései az ún. „családi monostortemplomok” legszebbjei közé emelik.
A bélletes főkapu látványa első látásra is ámulattal tölti el a szemlélőt, nem véletlenül, hiszen az építőmester úgyszólván minden díszt ide összpontosított. A háromszögű oromzattal lezárt építménybe sokszorosan tagolt, befelé mélyülő kaput tervezett, amely magára a kapura és a szobrokkal díszített homlokfalra oszlik. Mindent elborít a változatos és gazdag díszítés, melyet a geometriai mintákat felhasználó ún. normann díszítőstílus jellemez. A belső rész két figurális dísze a bejárat két oldalát őrző oroszlán – sajnos csak az eredetiek másolatai.
A bejárat feletti ívmezőben a két angyal között trónoló Krisztus látható. A kapuépítmény homlokzatán a magyarországi román stílusú szobrászat ékkövei, Krisztus és a 12 apostol lépcsőzetesen emelkedő, oszlopokkal elválasztott karéjos záródású fülkékben álló életnagyságú szobrai. Sajnos csak Krisztus és a mellette álló két apostol feje eredeti, a többi áldozatul esett a török pusztításnak, és később, a barokk korban pótolták őket. Két apostol szobra már csak a tornyok homlokzatára kerülhetett. A kapu két oldalán lévő fülkékben a gyermekét tartó Mária és az oroszlánnal küzdő Sámson szobrai állnak.
A templom északi oldala kevésbé díszes. A falat hármas féloszlopkötegek díszítik, a főpárkány íveiben pedig állatok, illetve levéldíszek ábrázolásai láthatók. Az utolsó szakaszban a sárkányokon diadalmaskodó hívő ember domborműve látható. A szentélyrész ismét díszesebb. A kétemeletes főapszist a két alacsonyabb mellékapszis fogja közre. Az apszisokat tagoló oszlopok a főapszison levéldíszes, a mellékapszisokon sakktábladíszes főpárkányt tartanak. Az ablakok béleletét kicsi oszlopok és gömbdíszek ékesítik. Az oszlopfőkön növény- és állatalakok, a főapszis ablakain pálcadíszes, illetve fűrészfogas keret látható. A földszinti részt négyes vakárkádos fülkék és bennük szobrok díszítik. A sekrestyét megkerülve jutunk vissza a templom déli oldalára, a déli kapuhoz.

### Külső és belső részletek

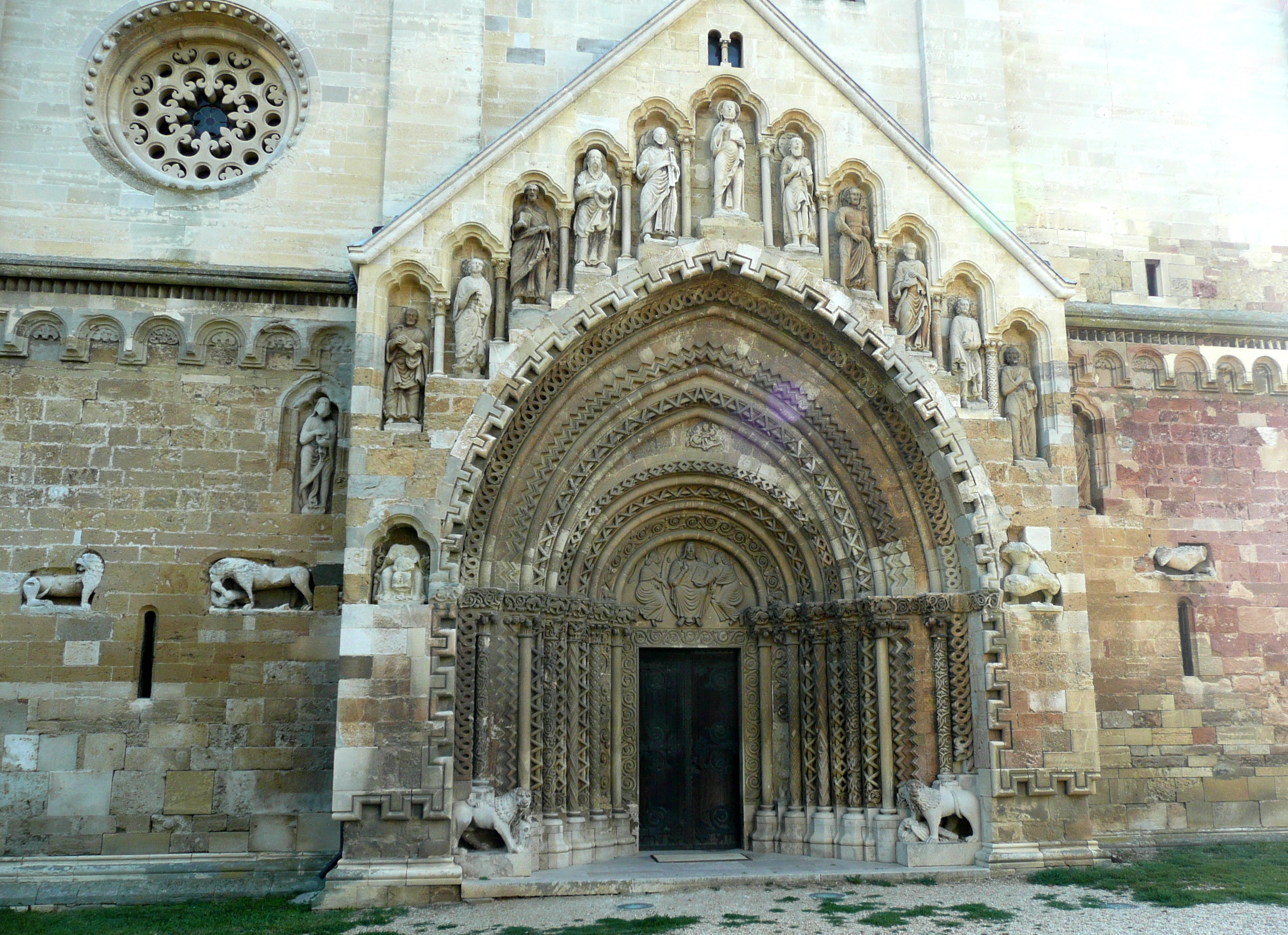
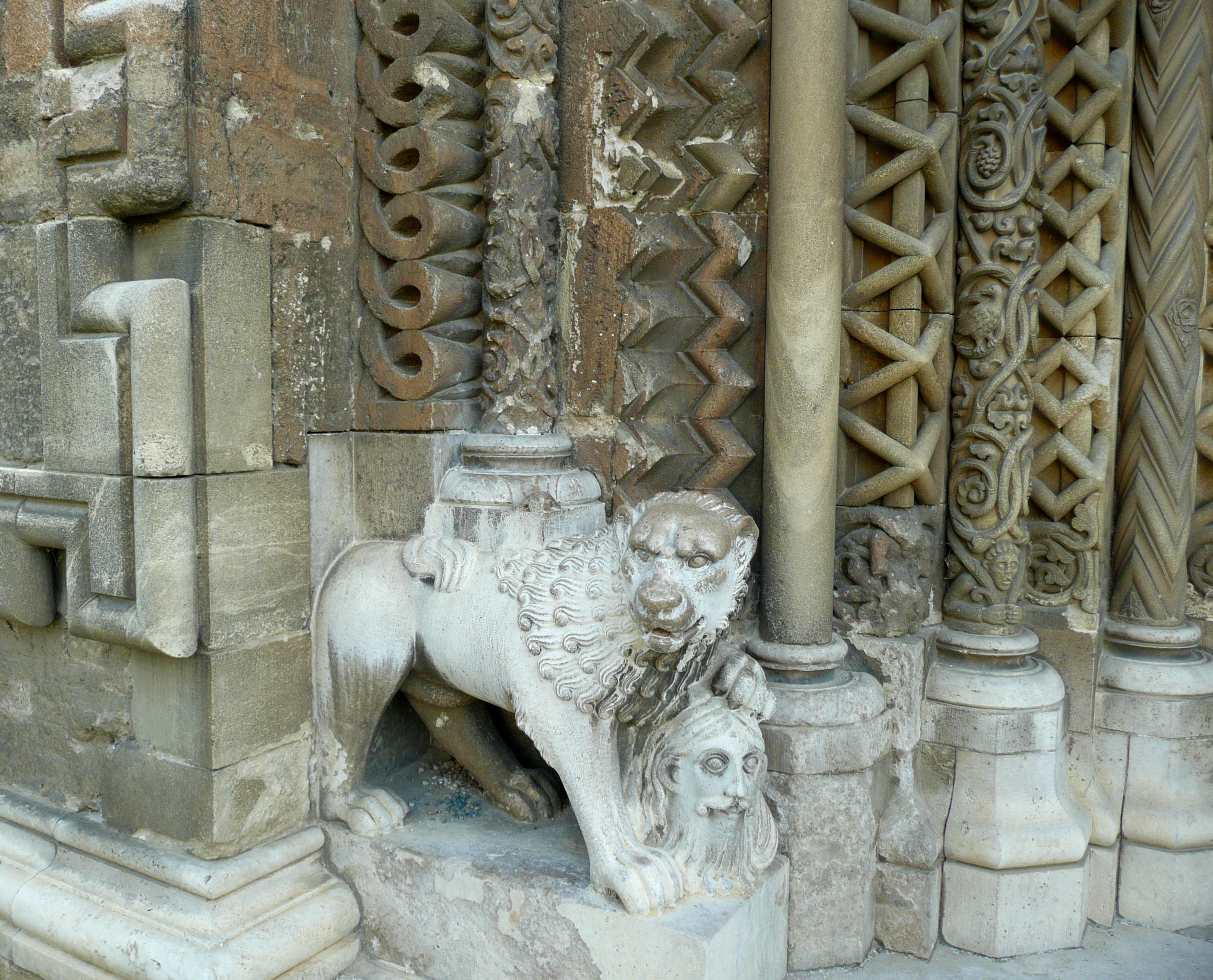
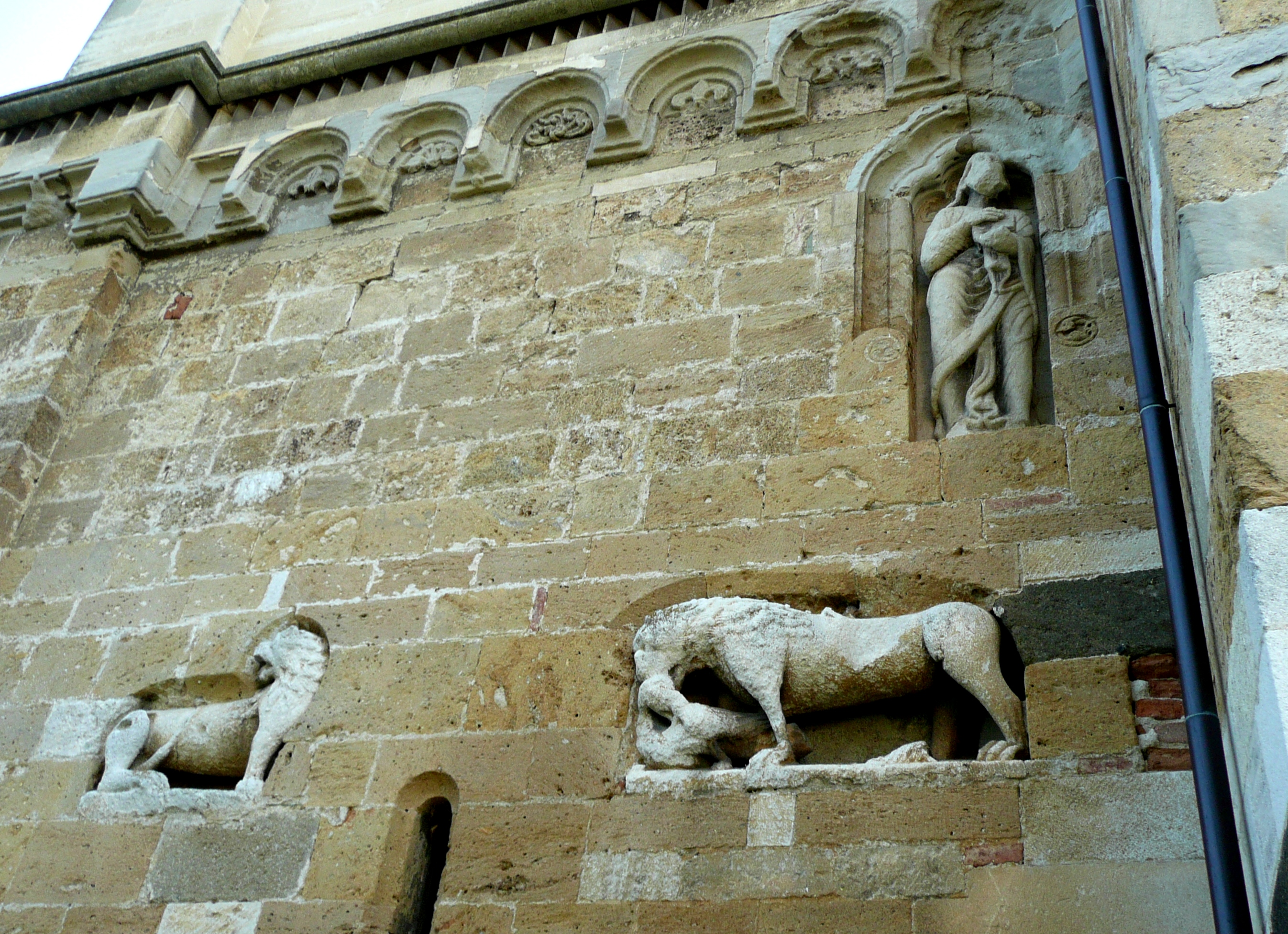
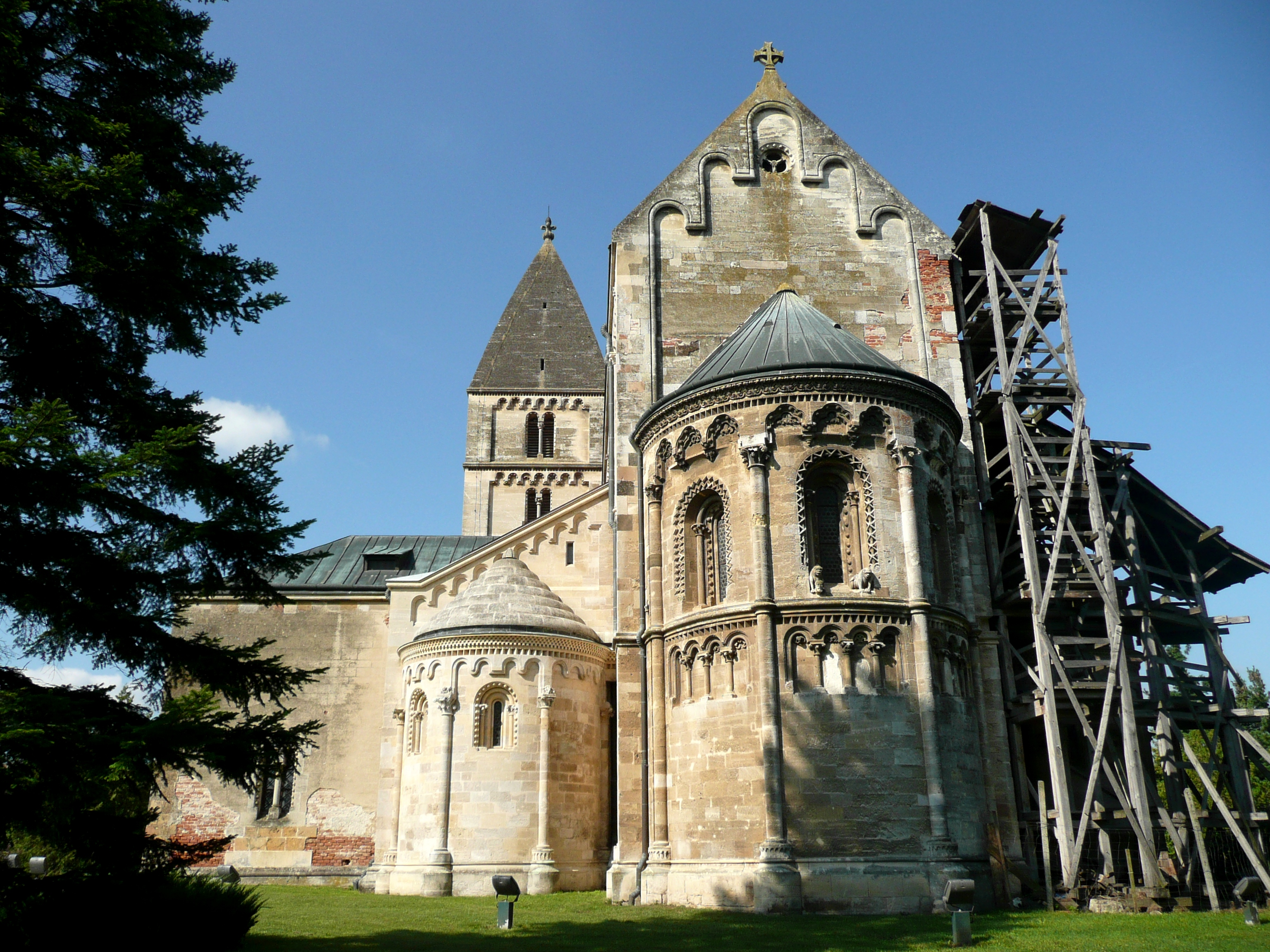
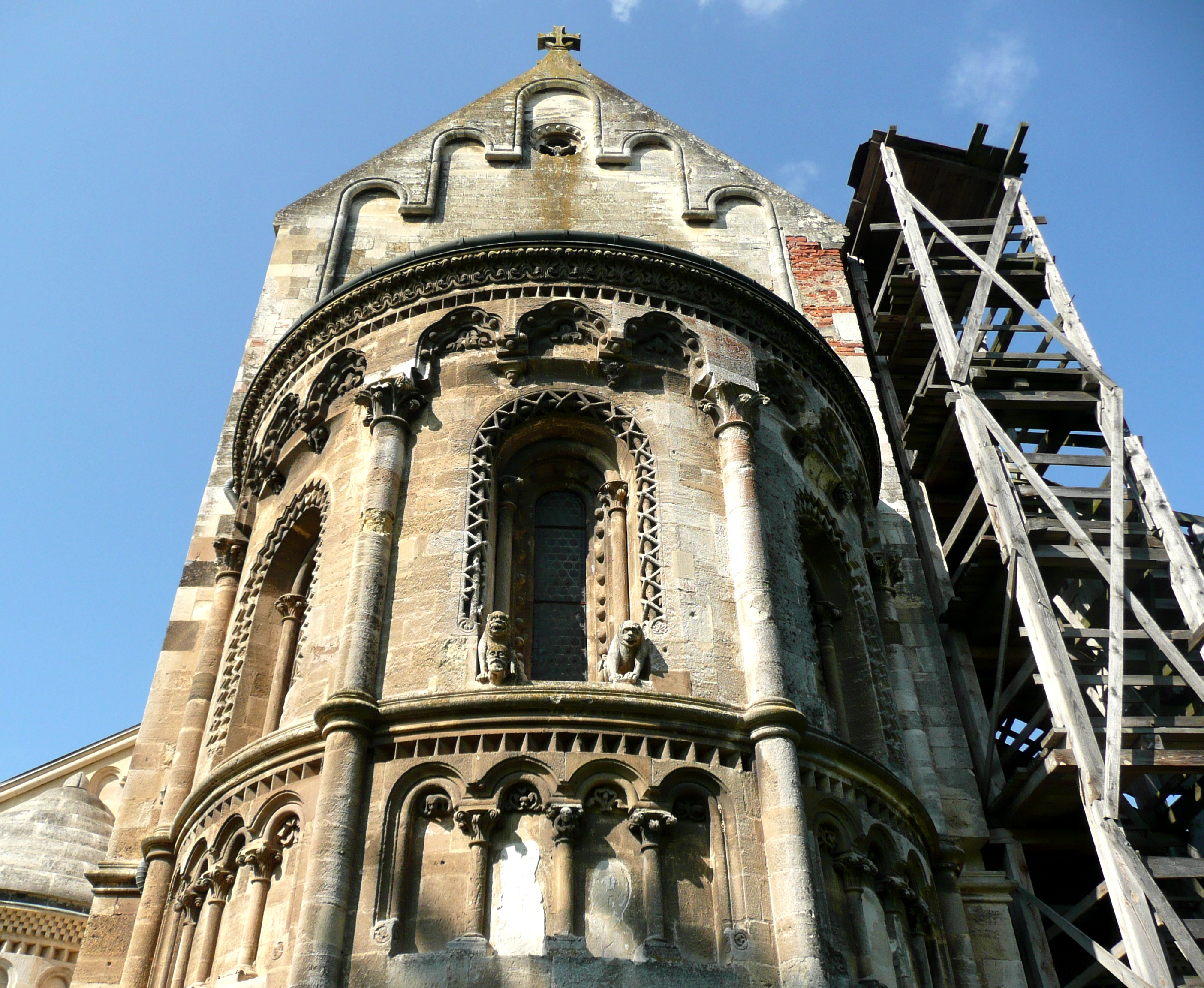
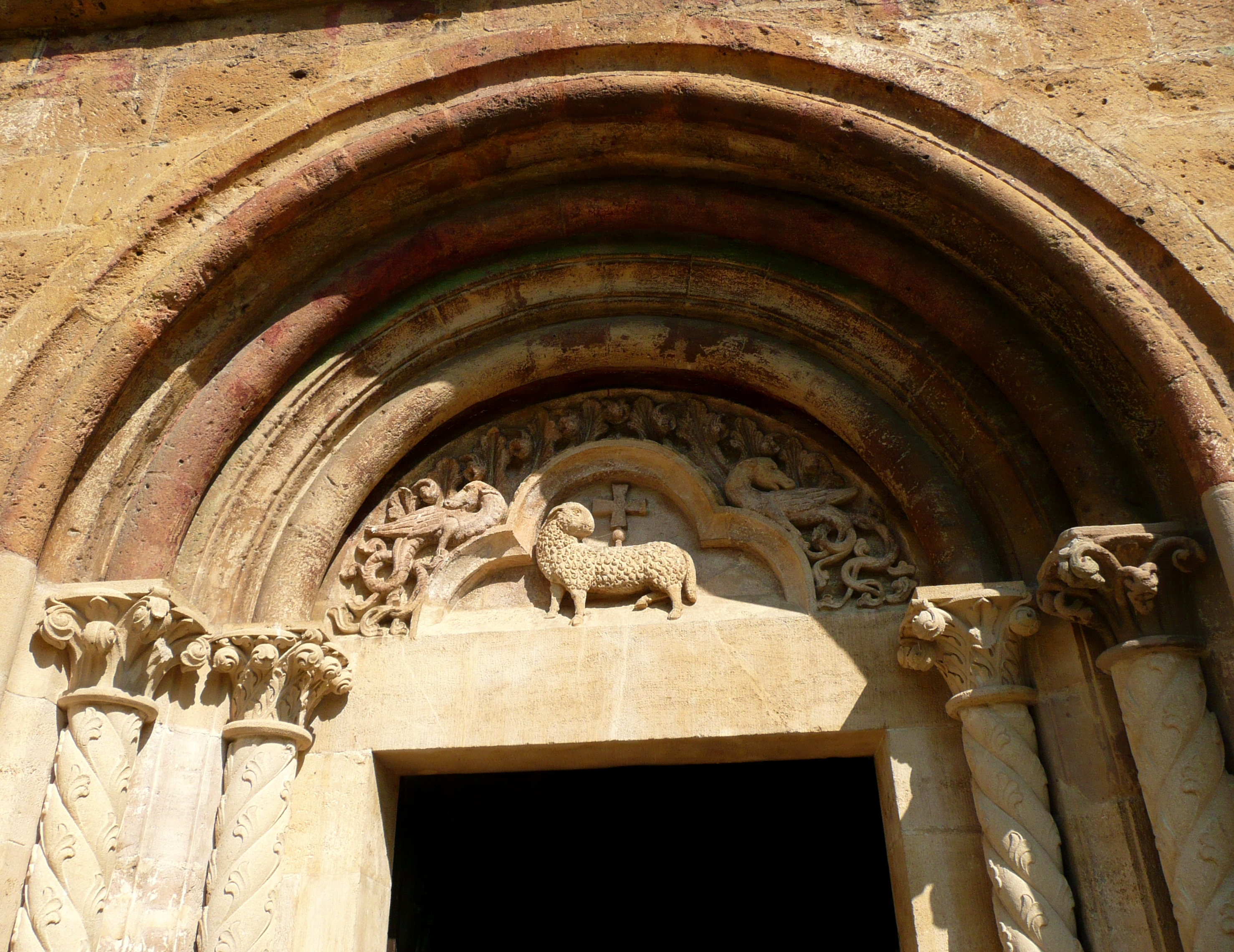
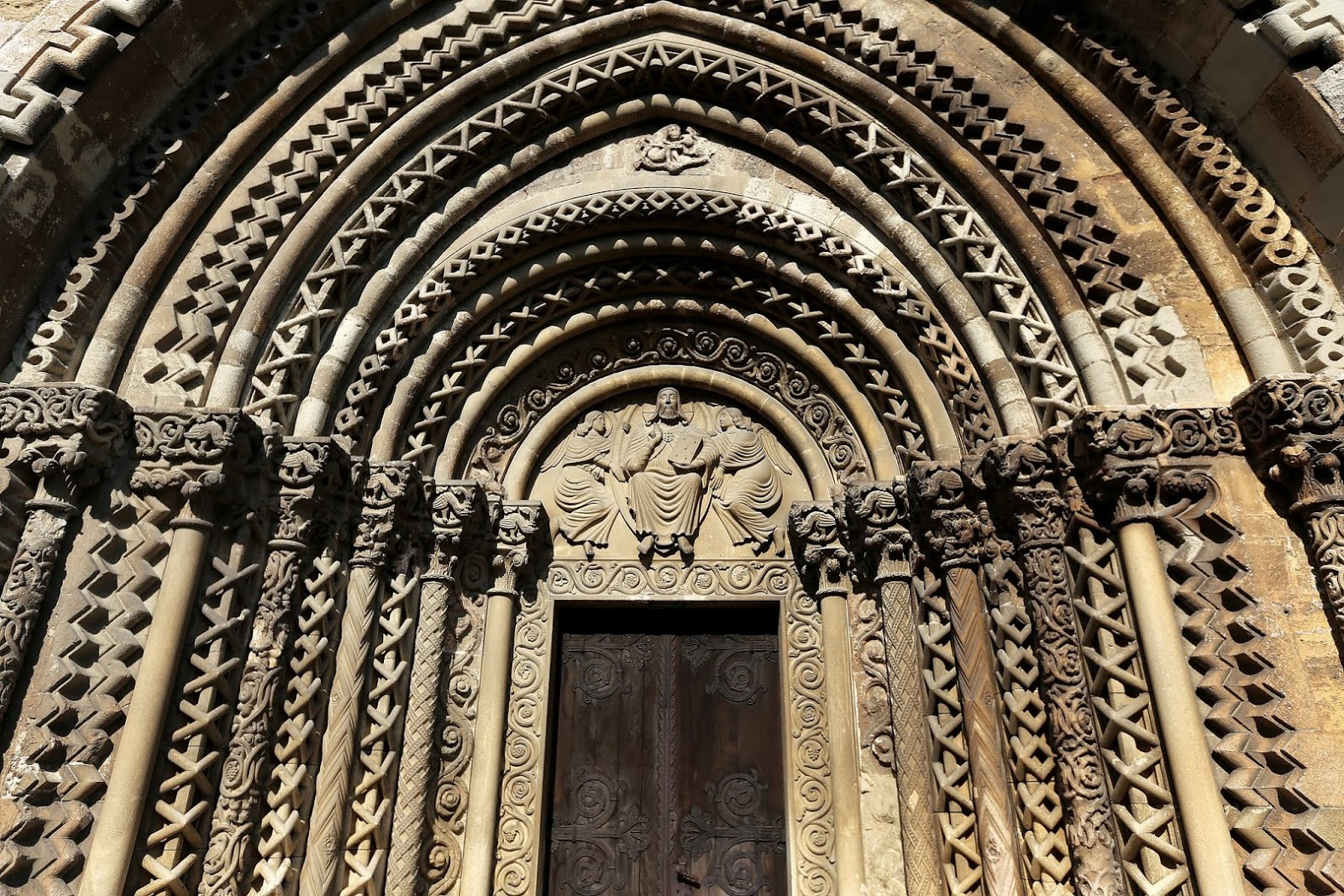
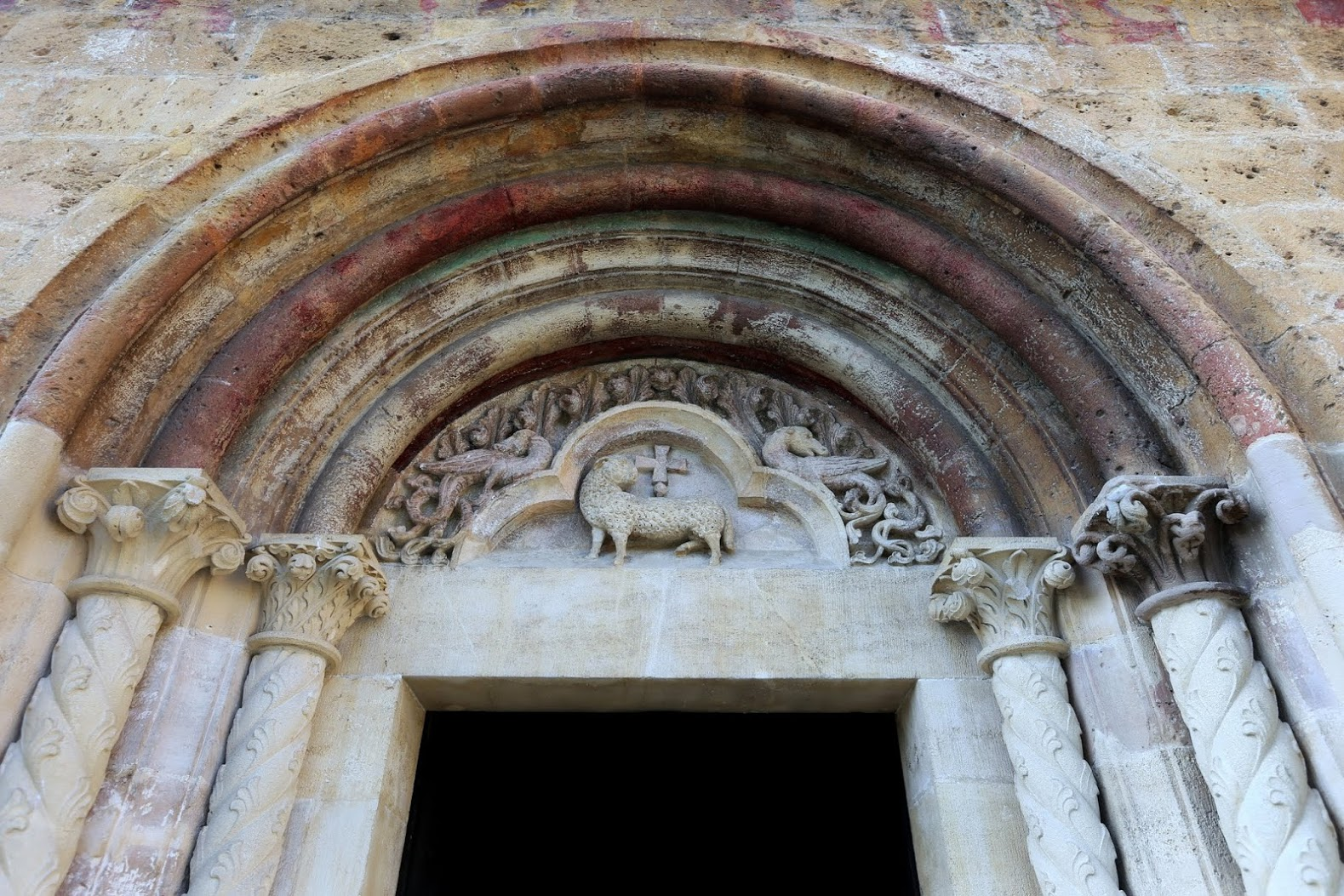
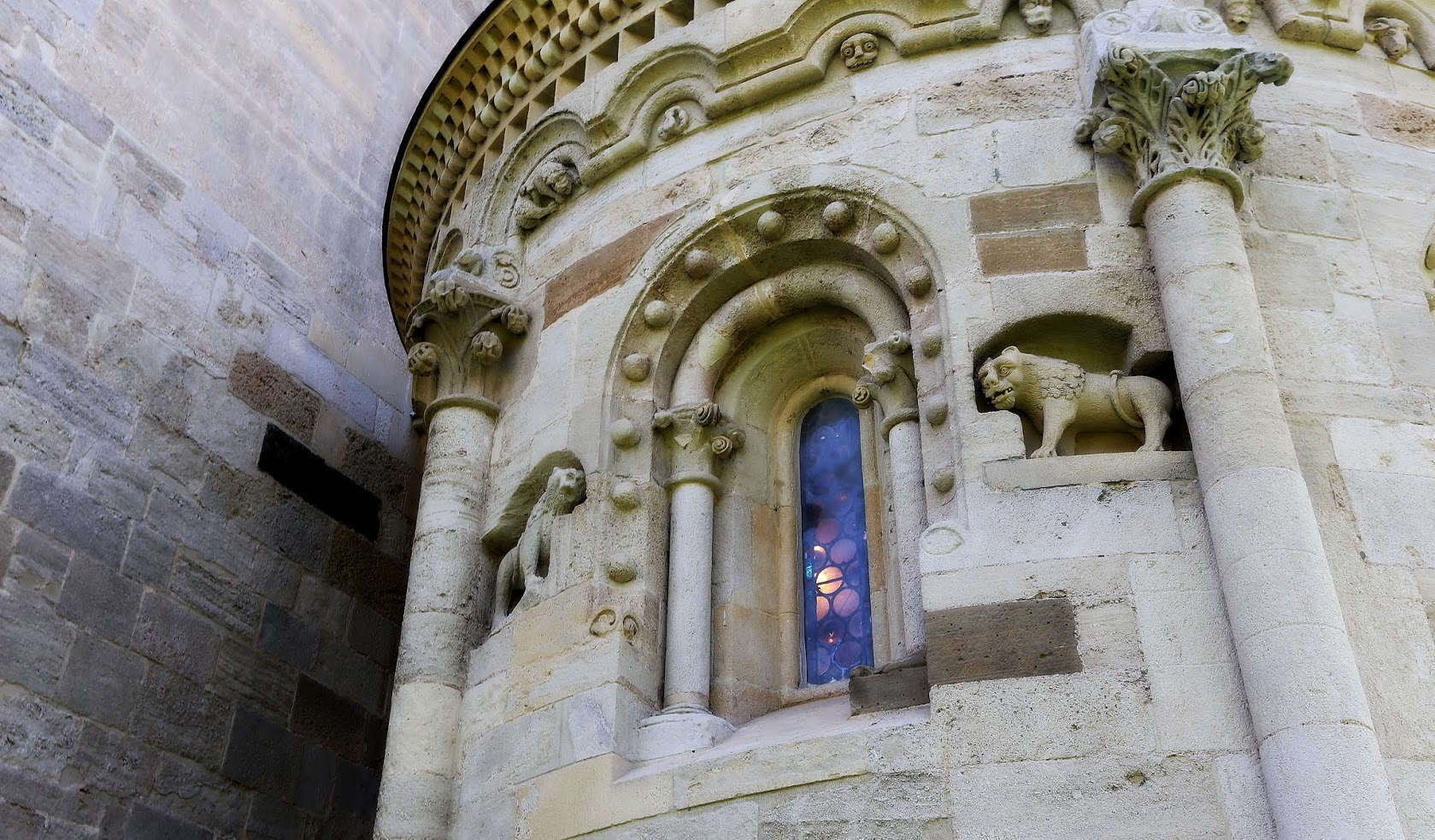
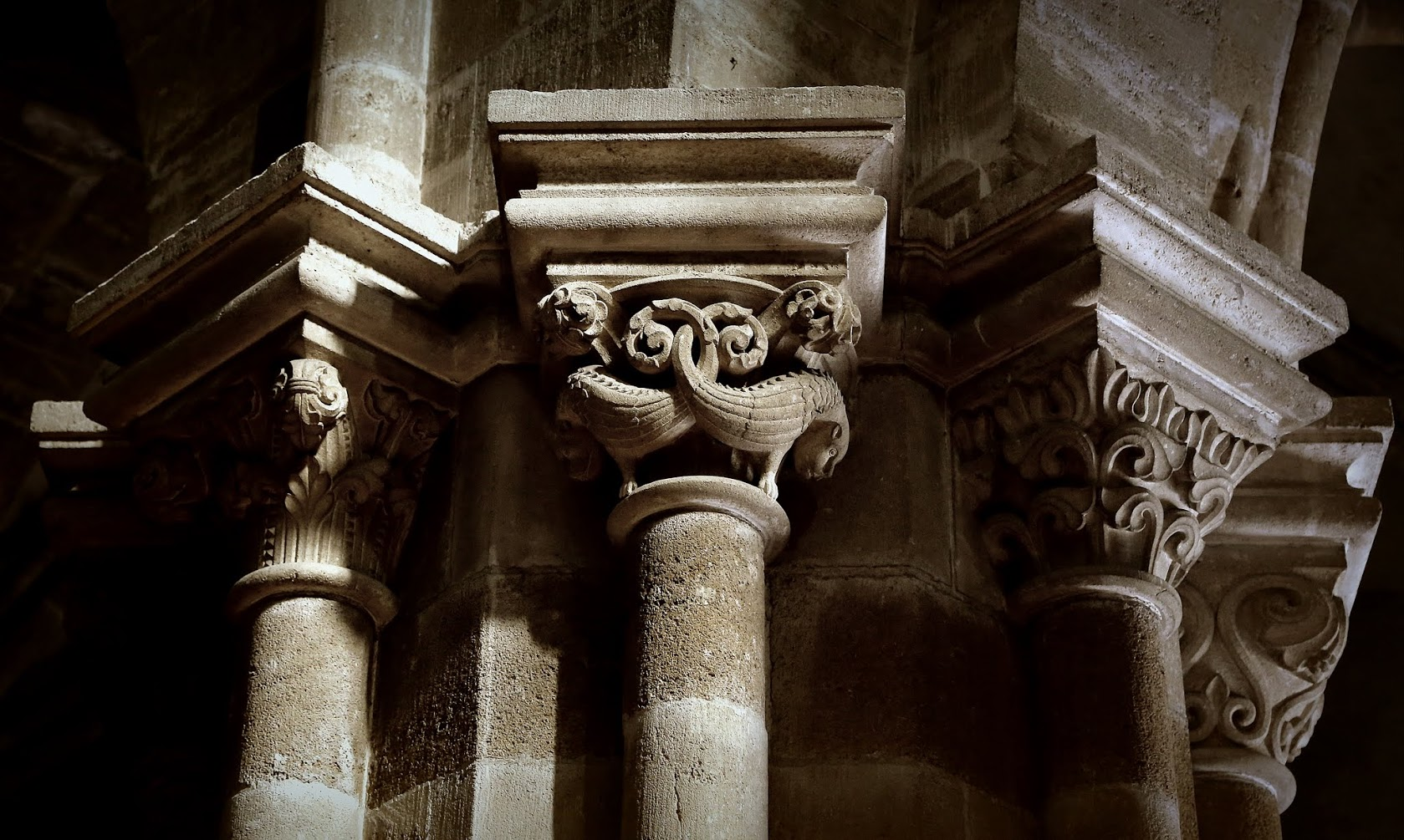
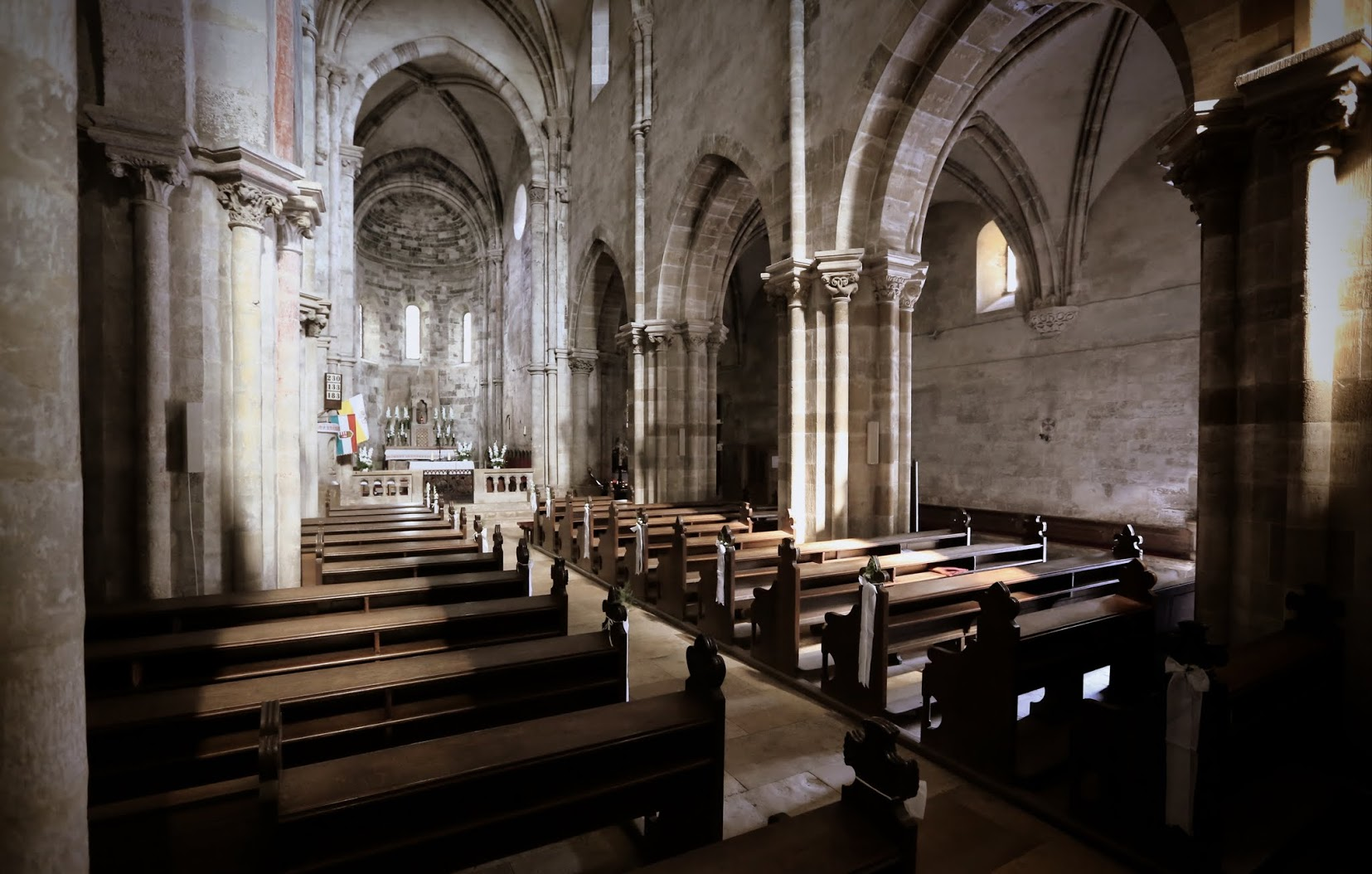
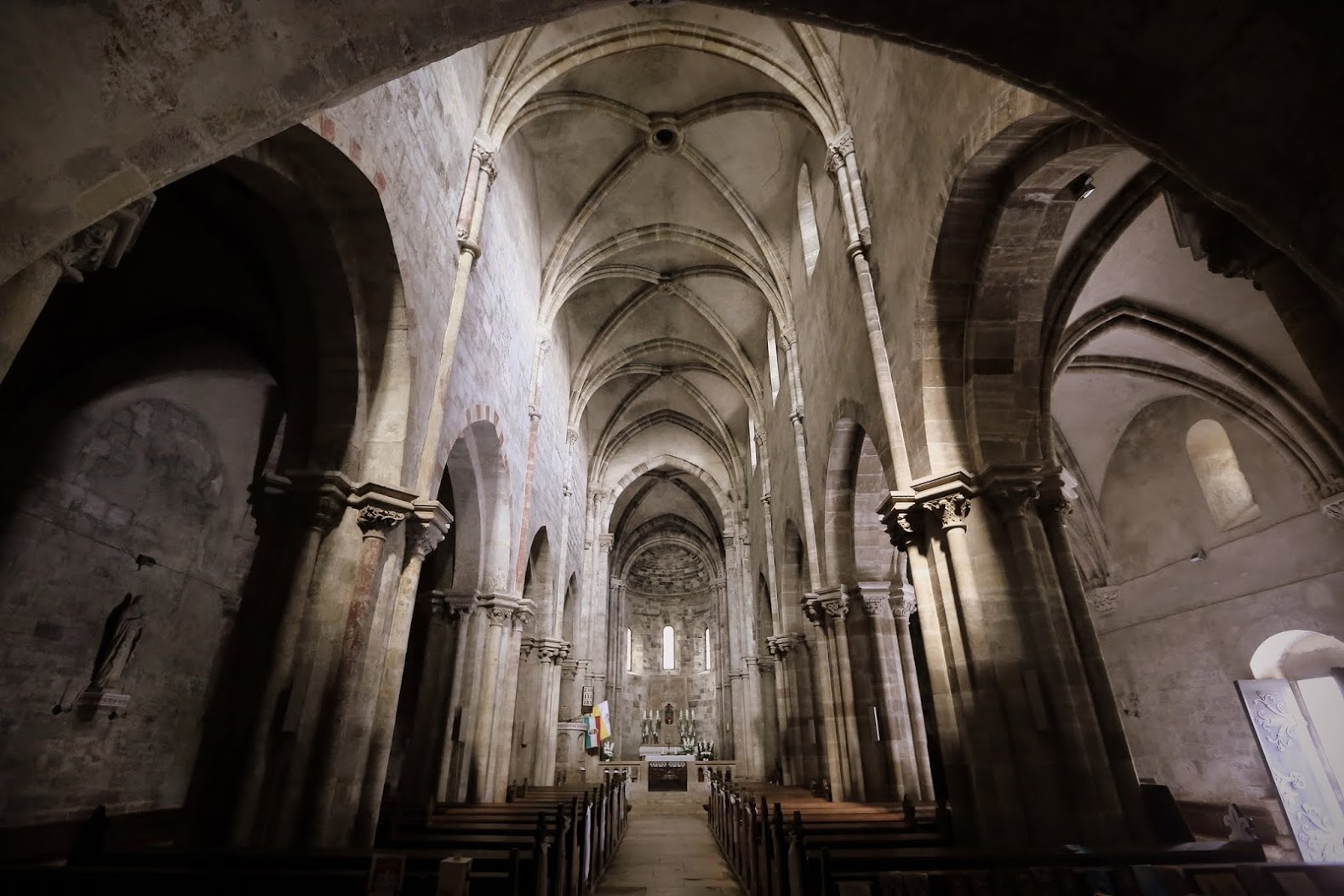

## A templom belseje

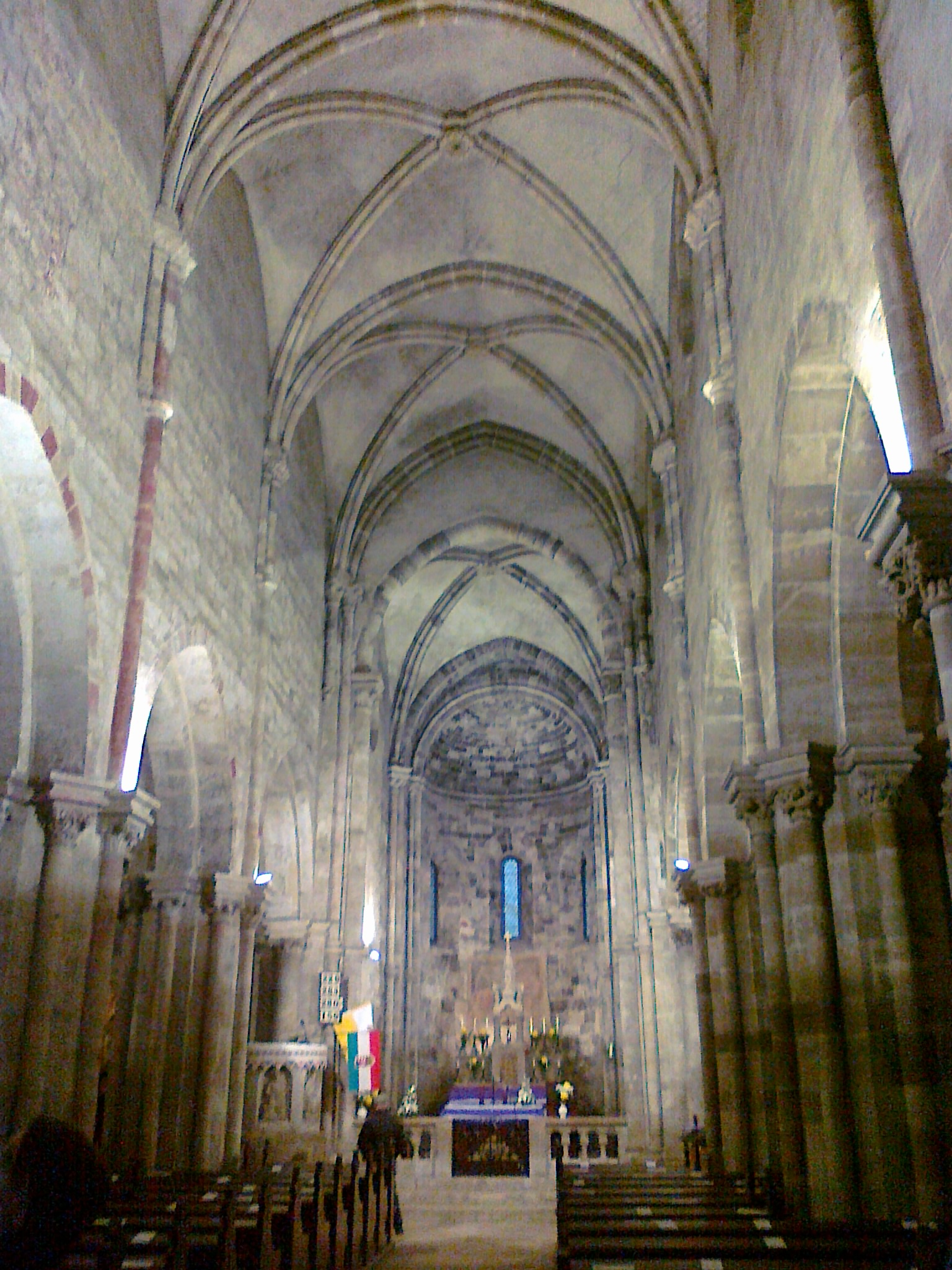
A belső tér

A kapun belépve a templom sötétnek tűnik a lőrésszerű ablakok kis mérete miatt, azonban így is feltűnik a háromhajós román kori templombelső hatalmas mérete. A főbejárat fölé belülről az emeletes főúri karzat magasodik, nagy méretei miatt akár külön kápolnaként is szolgálhatott. Az orgona mögötti falon látható a lóhere záródású hármas ülőfülke, ez volt egykor a kegyúr ülőhelye.
A főhajót és a mellékhajót nyolcszögű pillérek választják el egymástól, melyek minden oldalán egy-egy oszlop emelkedik. Az oszlopfejeket bimbós, gyöngyös szalaggal szegett növény-, vagy sárkánydíszes oszlopfők ékesítik. A mellékhajókban indákkal, levelekkel gazdagon díszített gyámkövek viselik a boltozat súlyát. Az egykori freskók nyomai a főszentélyben és a toronyaljban láthatók. Ezek a szentélyben Szent Györgynek a sárkánnyal való harcát, a toronyaljban az alapító Jáki Nagy Mártont és kíséretét, a templom alapítását, az imádkozó alapítót és halálát ábrázolják.
A bal oldali mellékszentély oltárán álló Mária-szobor 15. századi, eredetileg a Szent Jakab-kápolna főoltárán állt. Oltárképei 18. századiak, 1705-ből valók. A sekrestyében nyolc 18. századi kép található.

## Utánzata Budapesten
Budapest XIV. kerületében a Vajdahunyad vára részeként látható az ún. Jáki kápolna, amelynek kapuzata a jáki apátsági templom főbejáratánsk kicsinyített másolata.